# BNY Mellon Center (Pittsburgh)
BNY Mellon Center je mrakodrap v Pittsburghu ve státě Pensylvánie. S 54 patry a výškou 221 m je druhou nejvyšší budovou ve městě. Byl navržen firmou Welton Becket & Associates a dokončen byl v roce 1983. Budova stojí v ulici Grant Street. Většinu prostor zabírají kanceláře.